# جلایی‌پور
جلایی‌پور نام خانوادگی افراد زیر است:
- حمیدرضا جلایی‌پور، استاد جامعه‌شناسی دانشگاه تهران
- محمدرضا جلایی‌پور، جامعه‌شناس و فعال سیاسی و فرزند حمیدرضا جلایی‌پور